# Halima Bashir
Halima Bashir là bác sĩ người Sudan và là tác giả của Tears of the Desert, một cuốn hồi ký về những trải nghiệm của phụ nữ với nạn diệt chủng và chiến tranh ở Darfur. Cô từng làm bác sĩ ở vùng nông thôn Sudan, trước khi bị lạm dụng dưới côn tay của Dịch vụ tình báo và an ninh quốc gia sau khi báo cáo trung thực với các quan chức Liên hiệp quốc về một cuộc tấn công của dân quân Janjaweed vào một trường học gần đó. Cô đã chuyển đến Vương quốc Anh, nơi cô đã xin được tị nạn.

## Thời thơ ấu
Halima Bashir, là bút danh sau này được đặt để cô tự bảo vệ mình, lớn lên ở vùng nông thôn Darfur miền Tây Sudan. Cô là con cả trong gia đình bốn người con, và học xuất sắc tại trường. Lên tám tuổi, cô phải trải qua cắt âm vật nữ. Một bữa ăn đặc biệt đã được tổ chức, và cô đã được cho tiền, trước khi bị giữ trong túp lều của cô ngoại với một chiếc dao cạo không có gây mê đã được sử dụng để cắt bất kỳ bộ phận sinh dục bên ngoài.
Cha cô đã ủng hộ khi cô được đào tạo để trở thành bác sĩ; cô đã hoàn thành khóa đào tạo của mình ngay trước khi bắt đầu cuộc diệt chủng và Chiến tranh ở Darfur. Khi cô được đưa vào một phòng khám, cô đã trả lời phỏng vấn và cô không đồng ý với vị trí chính thức của chính phủ Sudan. Đáp lại, cô đã bị chính quyền giam giữ và đe dọa, trước khi bị đưa đến một phòng khám nông thôn và cảnh báo không được trả lời phỏng vấn với các nhà báo phương Tây.
Tại phòng khám mới của mình, cô điều trị cho các nạn nhân của lực lượng dân quân Janjaweed, bao gồm cả những nữ sinh bị hãm hiếp. Cô giải thích sau này, "Không có giai đoạn nào trong những năm học tôi được dạy cách xử lí tình huống với những nạn nhân 8 tuổi bị hãm hiếp tập thể ở một phòng khám nông thôn mà không có đủ chỉ khâu cho việc điều trị." Khi hai quan chức từ Liên hiệp quốc thu thập thông tin về vụ tấn công, Bashir đã nói với họ sự thật. Sau đó, cô đã bị Dịch vụ tình báo và an ninh quốc gia đưa đi, và bị hãm hiếp tập thể, rạch bằng dao và châm thuốc lá liên tục trong nhiều ngày. Cô được thả ra và trở về làng, nơi cha cô sắp đặt để cô kết hôn với anh họ Sharif, người mà cô chỉ mới gặp một lần trước đây. Anh ta đã chọn Sharif, vì anh ta được xem là người tiến bộ. Ngôi làng đã bị tấn công ngay sau đó, dẫn đến cái chết của cha cô và sự mất tích của anh chị em cô.

## Hành trình ở nước ngoài và sáng tác
Bashir rời Sudan và đi đến Vương quốc Anh xin quyền nhập cư, cô ấy đã trả cho một người buôn bán đồ trang sức. Khi ở Anh, cô đã phản đối việc đất nước thiếu hành động chống lại Sudan, đích thân gửi một lá thư cho Lord David Triesman, Bộ trưởng Châu Phi trong chính phủ Anh. Cô hợp tác với Damian Lewis viết một quyển tự truyện Tears of the Desert. Bashir nói rằng chồng cô rất ủng hộ công việc của cô, nhưng anh không biết toàn bộ câu chuyện, cô chia sẻ rằng "Anh ấy không biết tất cả mọi thứ cho đến khi tôi viết quyển sách. Có nhiều điều mới mẻ đối với anh ta. Bây giờ anh ấy biết thêm thật chi tiết."
Trong quyển sách, cô đã đổi tên và địa điểm. Tuy nhiên, xác minh độc lập bởi The New York Times đã chứng minh rằng tất cả những gì xuất hiện trong sách đều là sự thật, không có bất kỳ sự phóng đại nào. Tờ báo cũng vận động để Bashir được cấp thị thực nhập cảnh vào Hoa Kỳ. Cô ấy đã giải thích rằng cô ấy muốn trở lại Sudan vào một thời điểm nào đó trong tương lai, vì cô ấy cảm thấy người dân trong làng của cô ấy sẽ cần đến cô. Cô giải thích: "Tôi mơ ước được trở lại, trở thành bác sĩ, để làm tự hào giấc mơ của cha tôi dành cho tôi, nhưng tôi không thể, cho đến khi thế giới giúp chúng tôi đạt được hòa bình ở Darfur." Năm 2010, cô đã được trao giải thưởng Anna Politkovskaya Award vì đã lên tiếng về vụ tấn công bạo lực của Janjaweed đối với các nữ sinh ở Darfur.